# Himmerland (regione geografica)

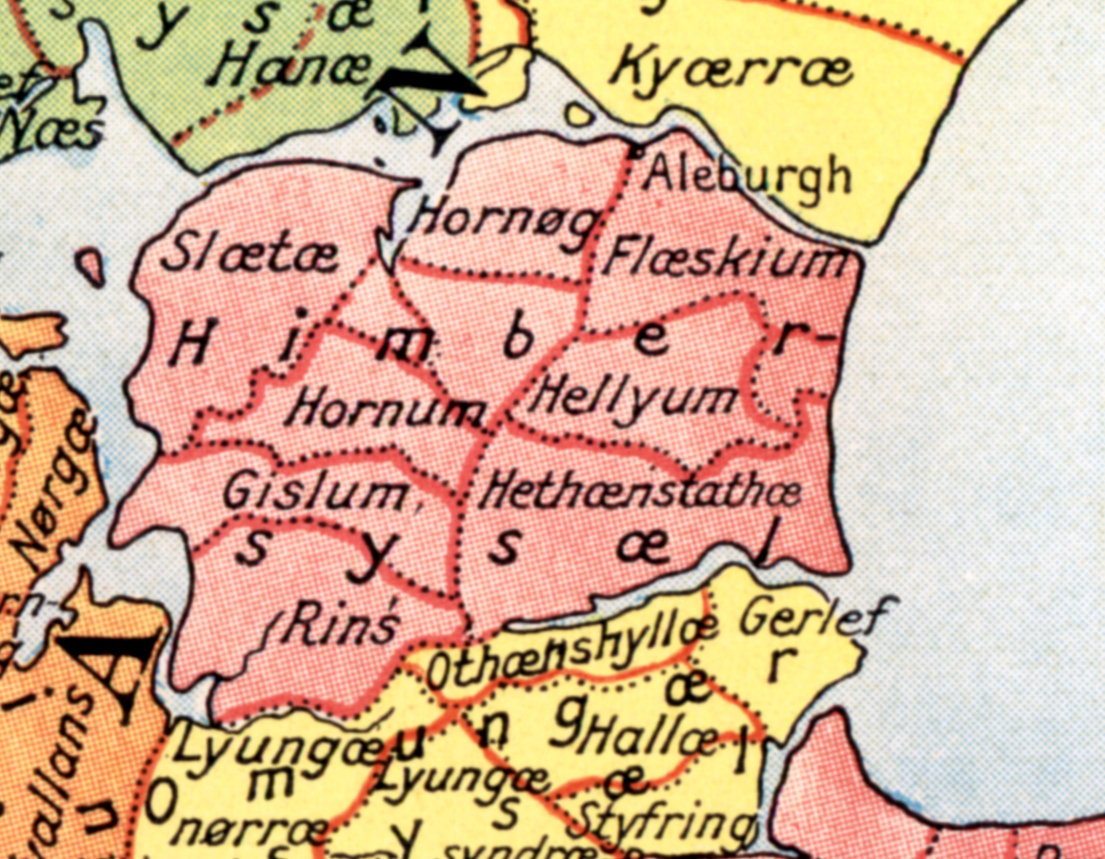
Himmerland: suddivisione amministrativa nel Medioevo

Himmerland è una regione geografica della Danimarca, costituita dalla parte più settentrionale della penisola dello Jutland. È delimitata a nord e a ovest dal Limfjord, ad est dal Kattegat, e a sud dal Mariager Fjord.
Dal 2007 fa parte della Regione amministrativa dello Jutland Settentrionale.
La città più grande è Aalborg; altri centri sono Hobro, Aars, Løgstør, Støvring e Nibe. Nella parte nordorientale è situata Lille Vildmose, la più alta zona paludosa della Danimarca, area protetta di 76 chilometri quadrati, con una ricca popolazione di uccelli.
Si ritiene comunemente che il nome derivi dai Cimbri, come si ricava dalle fonti antiche; in particolare, nella Geografia di Tolomeo i Kìmbroi (Κίμβροι) abitavano la parte più settentrionale della penisola dello Jutland, chiamata Kimbrikē chersonēsos (Κιμβρική Χερσόνησος).
La regione è il luogo di ambientazione delle Himmerlandshistorier e delle altre opere del Premio Nobel per la letteratura Johannes Vilhelm Jensen.